# Duodenopancreatectomia
Pancreatoduodenectomia, duodenopancreatectomia, procedimento de Whipple, ou procedimento de Kausch-Whipple é uma grande operação cirúrgica que envolve a remoção da cabeça do pâncreas, o duodeno, parte das vias biliares, a vesícula biliar e pode incluir uma parte do estômago (piloro) e do jejuno.
Esta operação geralmente é realizada para remover câncer de pâncreas ou tumores pré-malignos da cabeça do pâncreas ou de uma das estruturas relacionadas (Ampola de Vater, duodeno ou ducto biliar). Menos comumente, pode ser utilizado para tratar um trauma de pâncreas ou duodenal, ou uma pancreatite crônica.

## Anatomia envolvidos no processo

O tecido removido durante uma duodenopancreatectomia

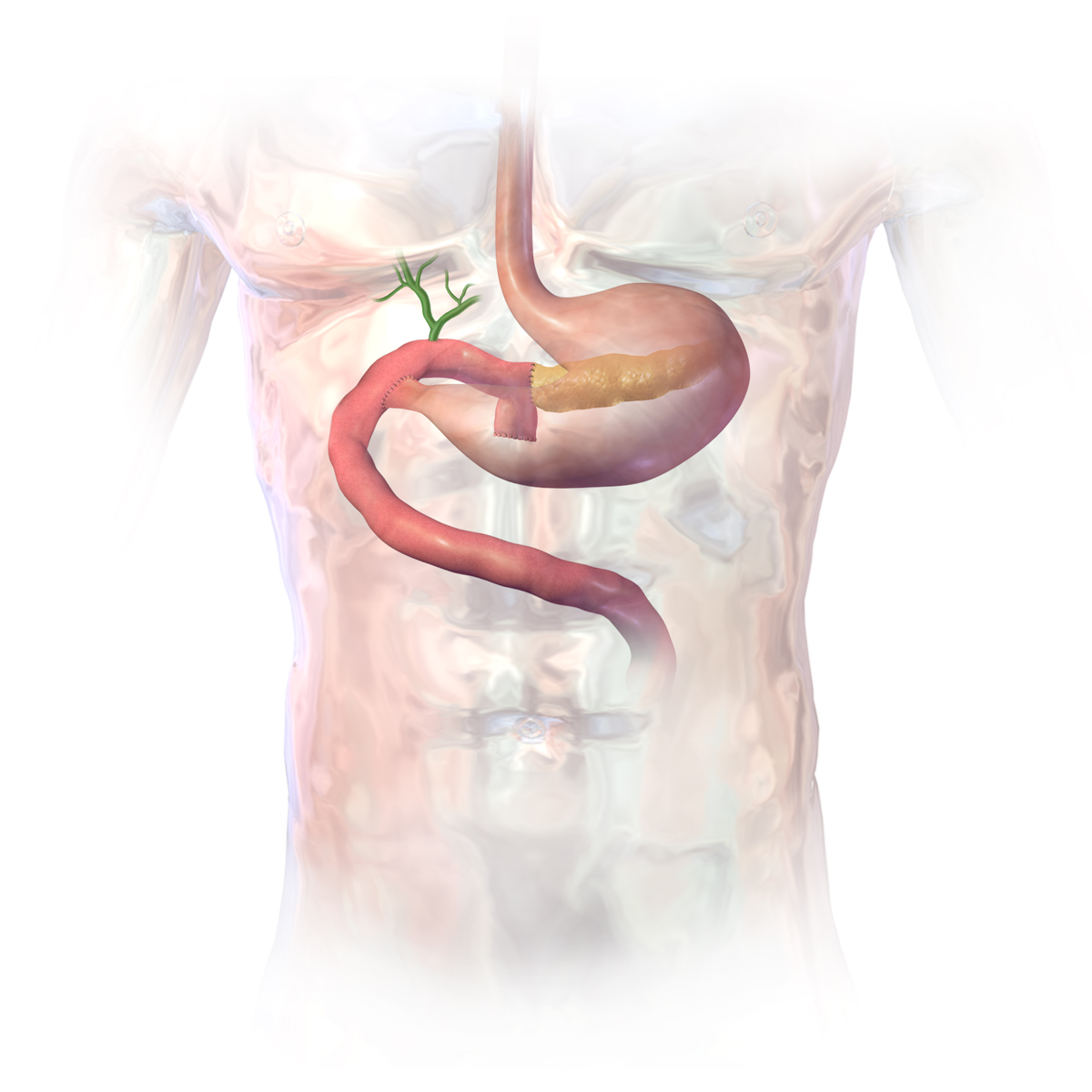
A cirurgia de Whipple

O conceito básico por trás da duodenopancreatectomia é que a cabeça do pâncreas e o duodeno compartilham o mesmo abastecimento arterial (intussuscepção artéria). Estas artérias passam através da cabeça do pâncreas, de modo que todos os órgãos nutridos por essa artéria devem ser removidos se o único suprimento de sangue é cortado. Se só a cabeça do pâncreas fosse removida a falta de fluxo de sangue para o duodeno, resultaria em necrose do tecido.

## Usos médicos
O procedimento de Whipple, hoje, é muito semelhante ao de Whipple do procedimento original. Consiste na remoção da metade distal do estômago (gastrectomia), da vesícula biliar e seu ducto biliar comum (colecistectomia), a cabeça do pâncreas (pancreatectomia), duodeno, jejuno e doslinfonodos da região. A reconstrução envolve conectar o pâncreas com o jejuno, anexando o ducto biliar comum para permitir que os sucos digestivos e biliares sigam para o trato gastrointestinal, e conectar o estômago com o jejuno (gastrojejunostomia) para permitir a passagem do bolo alimentar.
Originalmente realizada em duas etapas, Whipple refinou sua técnica em 1940, em uma única operação. Utilizando modernas técnicas cirúrgicas, a taxa de mortalidade de um procedimento de Whipple é de cerca de 5% nos Estados Unidos (menos de 2% nos melhores hospitais).